# 叶春田

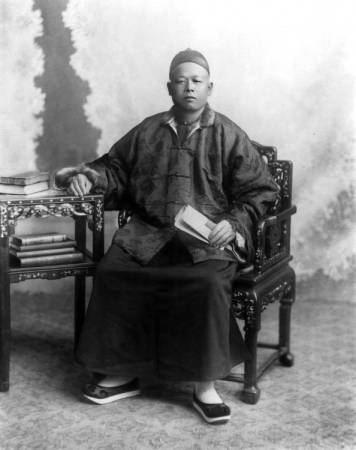
1890年的叶春田

叶春田（英語：Yip Sang, 1845年9月6日—1927年）是一位加拿大华人企业家。

## 生平
1845年出生在广东，祖籍台山三八鎮聖堂村，1864年作为劳工移民加拿大。他来到温哥华担任煤炭销售员，簿记员，计时员，任职于加拿大太平洋铁路公司。从1881年到1885年担任加拿大太平洋铁路公司监工，总共监管了7,000名中国劳工。.直到1885年加拿大太平洋铁路贯通运营。之后回到中国。

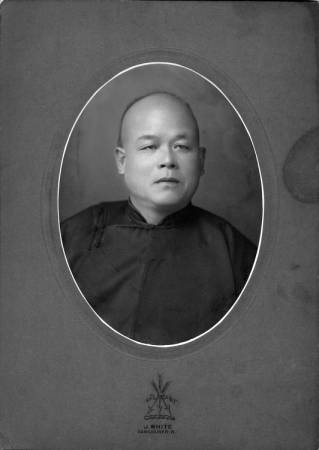
叶春田

1888年他回到加拿大创建自己的公司—永生号。由于精通英文，1891年入籍英国从事房地产生意。他还帮忙创建加拿大温哥华中华会馆。后来在政治运动中加入保皇会。1901年他带全家人移民加拿大，直到1966年家族成员已经扩增到760名。

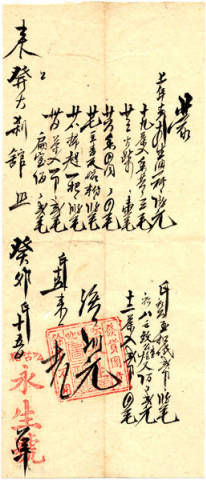
1903年永生号利润表

1927年逝世，享年82岁。

## 家庭
他共有四位妻子，分别是李氏、董氏、王氏和秦氏，子女23名，其中19个儿子，4个女儿。第17个儿子叶求铎是加拿大首位华人律师。